# Magyal
A magyal (Ilex) az APG III-rendszerben létrehozott Aquifoliales rendben a magyalfélék (Aquifoliaceae) családjának egyetlen nemzetsége. Korábban a Cronquist-rendszer a családot a kecskerágó-virágúak (Celastrales) rendjébe sorolta. Az egykori Nemopanthus nemzetség, amely a magyalfélék családjába tartozott, beolvadt az Ilex nemzetségbe. A  Phelline és Sphenostemon nemzetség szintén felbukkant ebben a családban, de előbbi jelenleg a Phellicaceae, utóbbi pedig a Paracryphiaceae családban van.

## Származása, elterjedése
A Mediterráneumban és attól nem túl északra, valamint Ázsia, Dél-Amerika és Észak-Amerika trópusi és meleg mérsékelt éghajlatú tájain honos.
Eurázsia fajok: közönséges magyal
Kelet-Ázsiai fajok: széleslevelű magyal (Ilex latifolia), kocsányos magyal (Ilex pedunculosa), és Ilex purpurea.
Észak-Amerikai fajok: amerikai magyal (Ilex opaca)
A Kanári- és az Azori-szigetek őshonos növénye a kanári magyal (Ilex perado)
Nemesített fajok:
- nagylevelű magyal (Ilex x altaclerensis),
- Ilex x koehneana

## Megjelenése, felépítése
Fajai kisebb fák vagy cserjék. A többségük örökzöld, néhány faj lombhullató. Sötétzöld levelei bőrneműek, a legtöbb fajé szúrós szélű. A legtöbb faj bogyója világos.

## Életmódja, termőhelye
Kétlaki. Mérsékelten hidegtűrő, ezért a hideg mérsékelt égövben már nem él meg. A szárazságot, a köves, sovány talajt viszont általában jól bírja — az ilyen fajok a macchia bozótban állományalkotókként tűnnek fel.
Bogyói számos madár és növényevő gerinces kedvelt csemegéi.

## Felhasználása
A maté (Ilex paraguariensis) leveleiből főzik a matéteát.
Több fajt, így a közönséges magyalt (szúrós magyal, téli magyal, Ilex aquifolium) is dísznövénynek, illetve sövénynek ültetik.
A középkorban bogyói miatt szarvasmarhák takarmánynövényének is termesztették. Emberek számára a bogyó fajtától függőn enyhén mérgező lehet, és hasmenést valamint hányást okozhat.

## Rendszertani felosztása
- Byronia alnemzetség (Ilex subg. Byronia) (Endl.) Loes. 5 fajjal:

- Ilex anomala
- Ilex arnhemensis
- Ilex polypyrena
- Ilex sandwicensis
- Ilex tailensis

- Ilex alnemzetség (Ilex subg. Ilex) 5 fajsorral:

- I. sect. Ilex mintegy 90 fajjal

- Ilex arisanensis
- közönséges magyal (Ilex aquifolium)
- Ilex austrosinensis
- Ilex bioritsensis
- Ilex brachyphylla
- Ilex buergeri
- Ilex centrochinensis
- Ilex chartaceifolia
- Ilex chengbuensis
- Ilex chengkouensis
- Ilex chingiana
- Ilex chuniana
- Ilex ciliospinosa
- Ilex cinerea
- Ilex confertiflora
- Ilex corallina
- Ilex cornuta
- Ilex cupreonitens
- Ilex cyrtura
- Ilex dabieshanensis
- Ilex dasyclada
- Ilex delavayi
- Ilex denticulata
- Ilex dianguiensis
- Ilex dicarpa
- Ilex dipyrena
- Ilex dunniana
- Ilex euryoides
- Ilex fargesii
- Ilex fengqingensis
- Ilex ficoidea
- Ilex formosana
- Ilex franchetiana
- Ilex georgei
- Ilex gintungensis
- Ilex glomerata
- Ilex graciliflora
- Ilex gracilis
- Ilex guangnanensis
- Ilex hookeri
- Ilex hylonoma
- Ilex integra
- Ilex intermedia
- Ilex intricata
- Ilex kaushue
- Ilex kunmingensis
- Ilex latifolia
- Ilex liana
- Ilex macrostigma
- Ilex marlipoensis
- Ilex medogensis
- Ilex melanotricha
- Ilex micropyrena
- Ilex miguensis
- Ilex nanningensis
- Ilex ningdeensis
- Ilex nothofagifolia
- Ilex nubicola
- Ilex nuculicava
- Ilex oblonga
- Ilex occulta
- Ilex peiradena
- Ilex pentagona
- Ilex perlata
- Ilex pernyi
- Ilex perryana
- Ilex pingheensis
- Ilex pingnanensis
- Ilex pubilimba
- Ilex punctatilimba
- Ilex robustinervosa
- Ilex sikkimensis
- Ilex subficoidea
- Ilex subodorata
- Ilex subrugosa
- Ilex suzukii
- Ilex synpyrena
- Ilex tenuis
- Ilex tetramera
- Ilex trichocarpa
- Ilex tsangii
- Ilex uraiensis
- Ilex venosa
- Ilex wangiana
- Ilex wattii
- Ilex wenchowensis
- Ilex wugongshanensis
- Ilex xizangensis
- Ilex yangchunensis
- Ilex zhejiangensis

- I. sect. Lauroilex S.Y.Hu 3 fajjal:

- Ilex omeiensis
- Ilex syzygiophylla
- Ilex venulosa

- I. sect. Lioprinus (Loes.) S.Y.Hu mintegy 35 fajjal:

- Ilex angulata
- Ilex atrata
- Ilex cheniana
- Ilex chinensis
- Ilex dasyphylla
- Ilex dehongensis
- Ilex editicostata
- Ilex excelsa
- Ilex ferruginea
- Ilex ficifolia
- Ilex godajam
- Ilex hirsuta
- Ilex huana
- Ilex jiuwanshanensis
- Ilex kwangtungensis
- Ilex lancilimba
- Ilex latifrons
- Ilex linii
- Ilex litseifolia
- Ilex longzhouensis
- Ilex lonicerifolia
- Ilex machilifolia
- Ilex maclurei
- Ilex manneiensis
- Ilex melanophylla
- Ilex pseudomachilifolia
- Ilex pubigera
- Ilex pyrifolia
- Ilex qianlingshanensis
- Ilex robusta
- Ilex rotunda
- Ilex sterrophylla
- Ilex suaveolens
- Ilex suichangensis
- Ilex tugitakayamensis
- Ilex umbellulata

- I. sect. Paltoria (Ruíz & Pavon)Maxim. mintegy 15 fajjal:

- Ilex Ilex crenata
- Ilex ludianensis
- Ilex maximowicziana
- Ilex nanchuanensis
- Ilex ovalis
- Ilex pedunculosa
- Ilex reticulata
- Ilex rockii
- Ilex shennongjiaensis
- Ilex subcoriacea
- Ilex subcrenata
- Ilex sugerokii
- Ilex szechwanensis
- Ilex triflora
- Ilex viridis
- Ilex yuana

- I. sect. Pseudoaquifolium S.Y.Hu mintegy 50 fajjal:

- Ilex bidens
- Ilex buxoides
- Ilex cauliflora
- Ilex chamaebuxus
- Ilex championii
- Ilex cochinchinensis
- Ilex dolichopoda
- Ilex elmerrilliana
- Ilex estriata
- Ilex forrestii
- Ilex fukienensis
- Ilex goshiensis
- Ilex guizhouensis
- Ilex hainanensis
- Ilex hanceana
- Ilex hayatana
- Ilex jiaolingensis
- Ilex jinyunensis
- Ilex kengii
- Ilex kobuskiana
- Ilex liangii
- Ilex lihuaensis
- Ilex lohfauensis
- Ilex longecaudata
- Ilex malabarica
- Ilex mamillata
- Ilex memecylifolia
- Ilex metabaptista
- Ilex nitidissima
- Ilex oligodonta
- Ilex pubescens
- Ilex qingyuanensis
- Ilex retusifolia
- Ilex salicina
- Ilex saxicola
- Ilex shimeica Ilex sinica
- Ilex stewardii
- Ilex strigillosa
- Ilex sublongecaudata
- Ilex tamii
- Ilex tsiangiana
- Ilex tutcheri
- Ilex verisimilis
- Ilex wardii
- Ilex wilsonii
- Ilex wuana
- Ilex xiaojinensis

- Prinos alnemzetség (Ilex subg. Prinos) (Endl.) Loes. 12 fajjal:

- Ilex aculeolata
- Ilex asprella
- Ilex chapaensis
- Ilex fragilis
- Ilex kiangsiensis
- Ilex kusanoi
- Ilex macrocarpa
- Ilex macropoda
- Ilex micrococca
- Ilex polyneura
- Ilex serrata
- Ilex tsoi

- Alnemzetségbe nem sorolt fajok:

- Ilex affinis
- Ilex ×altaclerensis
- Ilex ambigua
- Ilex amelanchier
- Ilex anomala
- Ilex anonoides
- Ilex aquifolium
- Ilex aquipernyi
- Ilex argentina
- Ilex arimensis
- Ilex asprella
- Ilex attenuata
- Ilex beanii
- Ilex bioritensis
- Ilex brasiliensis
- Ilex brevicuspis
- Ilex buergeri
- Ilex canariensis
- Ilex caniensis
- Ilex cassine
- Ilex centrochinensis
- Ilex ciliospinosa
- Ilex cinerea
- Ilex cognata
- Ilex colchica
- Ilex collina
- Ilex cookii
- Ilex corallina
- Ilex coriacea
- kínai magyal (szarvas magyal, Ilex cornuta)
- japán magyal (csipkés levelű magyal, Ilex crenata)
- Ilex cuthbertii
- Ilex cyrtura
- Ilex decidua
- Ilex dehongensis
- Ilex delavayi
- Ilex dimorphophylla
- Ilex dipyrena
- Ilex dumosa
- Ilex ericoides
- Ilex excelsa
- Ilex fargesii
- Ilex ficoidea
- Ilex forrestii
- Ilex fragilis
- Ilex geniculata
- Ilex georgei
- glabra magyal (Ilex glabra)
- Ilex goshiensis
- Ilex graciliflora
- Ilex guayusa
- Ilex guianensis
- Ilex hanceana
- Ilex hayataiana
- Ilex hookeri
- Ilex insignis
- Ilex integerrima
- Ilex integra
- Ilex intermedia
- Ilex intricata
- Ilex jelskii
- Ilex kingiana
- Ilex kiusiana
- Ilex koehneana
- Ilex krugiana
- Ilex kusanoi
- Ilex laevigata
- Ilex latifolia
- Ilex lechleri
- Ilex leucoclada
- Ilex liukiuensis
- Ilex longipes
- Ilex macfadyenii
- Ilex macrocarpa
- Ilex macropoda
- Ilex makinoi
- Ilex mathewsii
- Ilex maximowicziana
- Ilex memecylifolia
- kék magyal (Ilex meserveae; Ilex rugosa x aquifolium)
- Ilex micrococca
- Ilex mitis
- Ilex montana
- Ilex mucronata
- Ilex myrtifolia
- Ilex nipponica
- Ilex nothofagacifolia
- amerikai magyal (Ilex opaca)
- maté (Ilex paraguariensis)
- Ilex pedunculosa
- Ilex perado
- Ilex pernyi
- Ilex pringlei
- Ilex pubescens
- Ilex purpurea
- Ilex rockii
- Ilex rotunda
- Ilex rubra
- Ilex rugosa
- Ilex scopulorum
- Ilex serrata
- Ilex sideroxyloides
- Ilex sikkimensis
- Ilex sintenisii
- Ilex spinigera
- Ilex sugerokii
- Ilex szechuanensis
- Ilex theezans
- Ilex tolucana
- Ilex trachyphylla
- Ilex tutcheri
- Ilex venulosa
- mocsári magyal (lázkéreg, Ilex verticillata)
- Ilex viridis
- Ilex vomitoria
- Ilex wandoensis
- Ilex warburgii
- Ilex wightiana
- Ilex wilsonii
- Ilex yunnanensis